# داگلاس ای-۴ اسکای‌هاوک
داگلاس ای-۴ اسکای‌هاوک (به انگلیسی: Douglas A-4 Skyhawk) یک هواپیمای آفندی و تهاجمی سبک تک سرنشینه ناوپایه مادون صوت است که توسط شرکت آمریکایی
هواپیماسازی داگلاس و بعداً
مک‌دانل داگلاس طراحی و تولید شده است. نام اولیه این هواپیما در ابتدا در سیستم تعیین شناسه نیروی دریایی ایالات متحده آمریکا قبل از سال ۱۹۶۲ به عنوان ای۴دی (A4D) تعیین شده بود.
اسکای‌هاوک در اوایل دهه ۱۹۵۰ برای نیروی دریایی ایالات متحده و سپاه تفنگداران دریایی ایالات متحده آمریکا به عنوان جایگزینی برای هواپیمای با پیشرانه ملخی داگلاس ای-۱ (ای‌دی) اسکای‌ریدر توسعه یافت. در مقام مقایسه، ای-۴ یک هواپیمای جمع و جور، ساده و سبک‌وزن برای آن دوران است. حداکثر وزن برخاست آن ۲۴٬۵۰۰ پوند (۱۱٬۱۰۰ کیلوگرم) تقریباً نیمی از وزن مورد نظر نیروی دریایی بود.اسکای‌هاوک دارای یک پیکربندی بال دلتا با بازه بال کوتاه، یک ارابه فرود دارای سه چرخه بوده، و پیشرانه آن یک موتور توربوجت می‌باشد. نیروی دریایی ایالات متحده قراردادی را برای این هواپیما در ۱۲ ژوئن ۱۹۵۲ صادر کرد. در ۲۲ ژوئن ۱۹۵۴ (۳ تیرماه ۱۳۳۳ خورشیدی)، نمونه اولیه XA4D-1 اولین پرواز خود را انجام داد. در ۱۵ اکتبر ۱۹۵۵ رکورد سرعت جهانی ۶۹۵٫۱۶۳ مایل بر ساعت را ثبت نمود. در ۱ اکتبر ۱۹۵۶، اسکای هاوک وارد به خدمات عملیاتی شد.
پنج جایگاه حمل تسلیحات اسکای هاوک قابلیت حما انواع موشک‌ها، بمب‌ها و مهمات دیگر را به این هواپیما داده. این هواپیما را قادر به حمل بار بمبی معادل بمب افکن بوئینگ بی-۱۷ دوران جنگ جهانی دوم می‌گرداند. اسکای هاوک می‌تواند سلاح‌های هسته ای را با استفاده از سیستم بمباران در ارتفاع پایین و تکنیک بمباران کمانی پرتاب نماید. علاوه بر این، اسکای هاوک از پیشگامان تکنییک سوخت رسانی هوایی به هواگرد هم قطار بوده، که هواپیما را قادر می‌سازد تا به سایرین سوخت رسانی نموده و نیاز به تانکرهای سوخت رسان هوایی تخصصی را کاهش دهد.اسکای هاوک در اصل از موتور توربوجت رایت جِی۶۵ استفاده می‌نمود. از گونه ای-۴ئی به بعد، موتور پرت اند ویتنی جی۵۲ به جای آن استفاده شد.اسکای هاوک تا فوریه ۱۹۷۹ در حال تولید بود و در آن زمان۲٬۹۶۰ فروند هواپیما به کاربران مختلف تحویل داده شد. ۵۵۵ هواپیما به تنهایی به عنوان هواپیمای تخصصی آموزشی دو سرنشینه ساخته شدند.
اسکای هاوک در چندین موقعیت شاهد نبردهای فعال بود. نیروی دریایی ایالات متحده این هواپیما را به عنوان اصلی‌ترین هواپیمای تهاجمی سبک خود در طی جنگ ویتنام به کار گرفت و اسکای هاوک برخی از اولین حملات هوایی توسط ایالات متحده را در طول این جنگ انجام داد.اسکای هاوک هواپیمای اصلی آفندی و حمله زمینی نیروی هوایی اسرائیل در هر دو جنگ فرسایش‌زا و جنگ یوم کیپور بود.
در جنگ فالکلند، اسکای هاوک‌های آرژانتین کشتی‌های نیروی دریایی سلطنتی را بمباران نموده و
ناوشکن تیپ ۴۲ اچ‌ام‌اس کاونتری و
ناوچه تیپ ۲۱اچ‌ام‌اس اردنت را غرق نمودند.
اسکای هاوک‌های نیروی هوایی کویت در طی عملیات طوفان صحرا به عملیات علیه نیروهای عراقی پرداختند. در سال ۲۰۲۲، نزدیک به هفت دهه پس از اولین پرواز هواپیما در سال ۱۹۵۴، تعدادی از اسکای هاوک‌ها‌ در خدمت نیروی هوایی آرژانتین و ناوگان هوایی نیروی دریایی برزیل باقی ماندند.

## طراحی و توسعه
اسکای هاوک توسط اد هاینمن از شرکت هواپیمایی داگلاس در پاسخ به درخواست نیروی دریایی ایالات متحده برای یک هواپیمای تهاجمی با موتور جت برای جایگزینی هواپیمای با موتور پیستونی داگلاس ای‌دی-۱ اسکای‌ریدر (که بعداً بانام ای-۱ اسکای‌ریدر باز طراحی شده بود) طراحی شد.هاینمن طرحی را برگزید که اندازه، وزن و پیچیدگی آن را به حداقل برساند.نتیجه هواپیمایی بود که تنها نیمی از مشخصات اعلامی نیروی دریایی را وزن داشت. بال آن به قدری جمع و جور بود که نیازی به تا شدن آن برای جایگیری بروی ناو هواپیمابر را نداشت.
۵۰۰ نمونه اول تولیدی آن هر کدام به‌طور متوسط ۸۶۰۰۰۰ دلار آمریکا (حدود ۹٬۳۷۲٬۰۰۰ دلار در ۲۰۲۵) هزینه داشتند که کمتر از برآورد حداکثر یک میلیون دلاری نیروی دریایی در آن زمان است.
اسکای هاوک کوچک به زودی نام‌های خودمانی اسکوتر، ماشین بازی بچه‌ها، بمب افکن بانتام، اسباب یازی سرهم‌بندی شده و به دلیل سرعت و عملکرد زیرک خود،اتومبیل سریع‌السیر هاینمن را دریافت کرد.
نمونه اولیه XA4D-1 رکورد سرعت جهانی ۶۹۵٫۱۶۳ مایل بر ساعت را در ۱۵ اکتبر ۱۹۵۵ ثبت کرد.

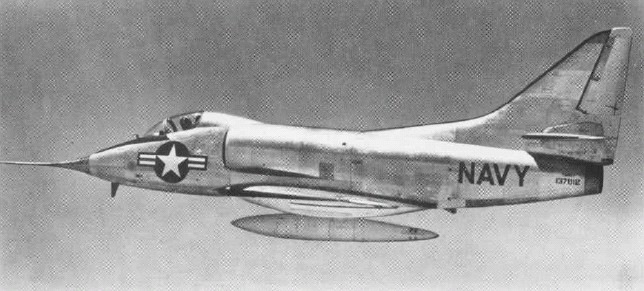
نمونه اولیه XA4D-1 درسال ۱۹۵۴

این هواپیما دارای طراحی متعارف دوران پسا جنگ جهانی دوم، با بال دلتای پایین، ارابه فرود سه چرخه، و یک موتور توربوجت نصب شده در عقب بدنه هواپیما، با دو ورودی هوا در طرفین بدنه، است. دم هواپیما دارای طراحی صلیبی شکل است و تثبیت کننده افقی در بالای بدنه نصب شده است. تسلیحات شامل دو قبضه توپ ۲۰ میلی‌متری (کالیبر ۷۹) کلت ام کی۱۲، یک توپ در هر ریشه بال، با ۱۰۰ گلوله در هر توپ (ای-۴ام اسکای هاوک۲ و انواع مبتنی بر ای-۴ام دارای ۲۰۰ گلوله در هر قبضه توپ هستند)، به علاوه انواع زیادی از بمب‌ها، راکت‌ها و موشک‌هایی که در جایگاه‌های تسلیحات در زیر بال‌ها و زیر بدنه حمل می‌شوند.

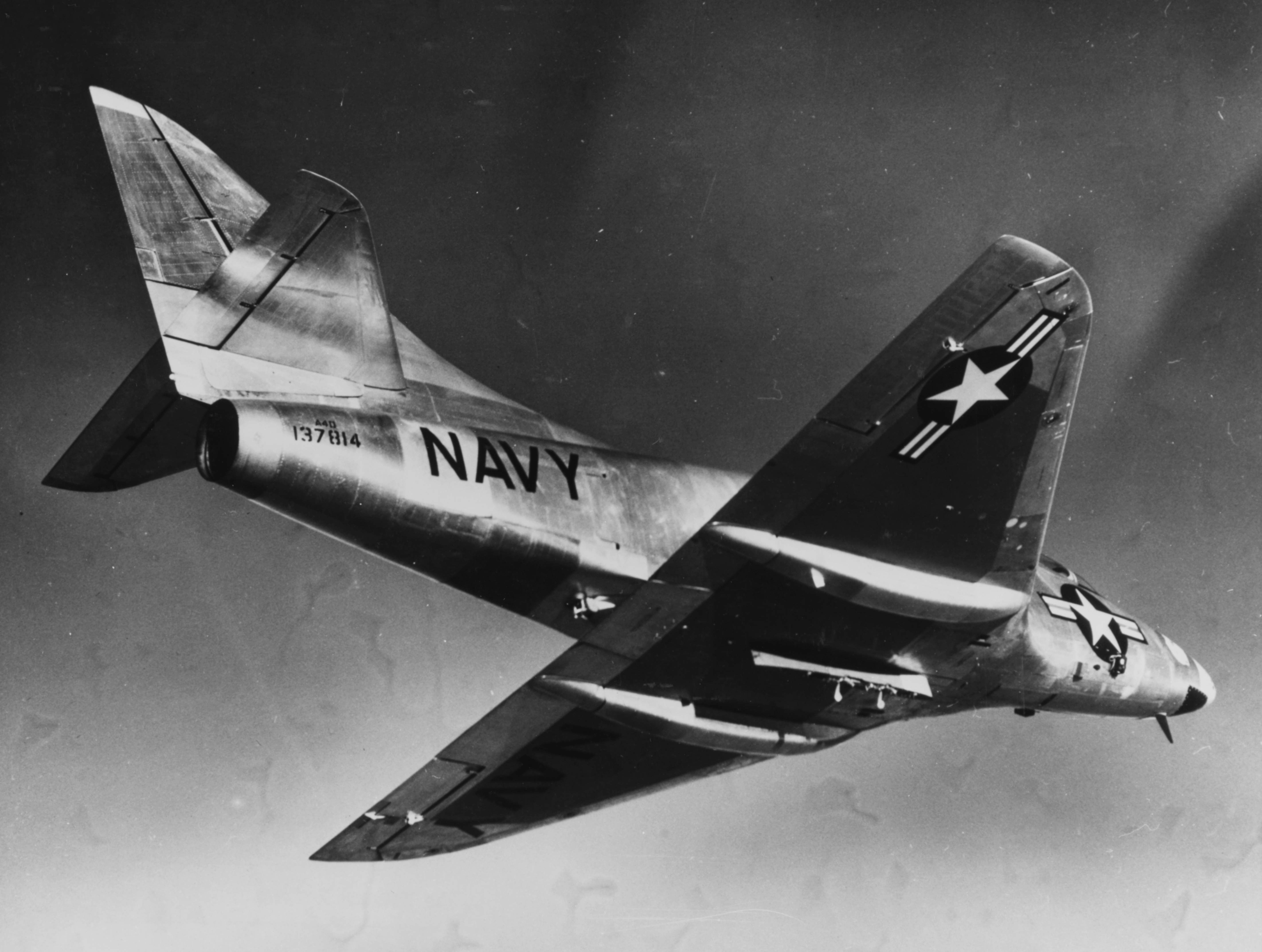
دومین ای۴دی-۱ تولید شده

بال دلتا با بازه بال کوتاه این هواپیما نیازی به پیچیدگی‌های فنی برای تا شدن نوک بال‌ها را نداشت و حدود ۲۰۰ پوند (۹۱ کیلوگرم) در وزن هواپیما صرفه جویی می‌نمود. تیر حامل آن از یک سازه منفرد که در سرتاسر هر دو بال قرار داشت، مهار شده است.
هوازه‌ها به گونه ای طراحی شده‌اند که به‌طور خودکار با سرعت مناسب توسط گرانش و فشار هوا به سمت پائین حرکت می‌کنند و با حذف موتورهای الکتریکی و سوئیچ‌ها باعث صرفه جویی در وزن و فضا می‌شوند. به‌طور مشابه، محو اصلی به ارابه فرود داخل بال جمع نمی‌شوند، به گونه ای طراحی شده است که هنگام جمع شدن ارابه فرود، فقط خود چرخ در داخل بال قرار می‌گیرد و پایه‌های زیر بال در یک پَسارگیر زیر بال قرار می‌گیرند؛ بنابراین ساختار بال سبک‌تر با همان استحکام کلی می‌باشد. سکان از یک پانل منفرد ساخته شده بود که با دنده‌های بال خارجی تقویت شده بود.

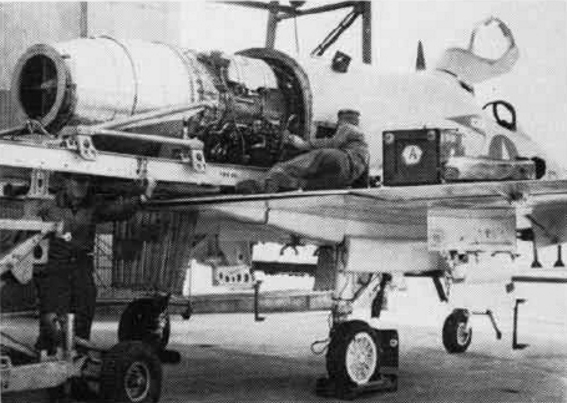
ای-۴دی اسکای هاوک درحالی که قسمت عقبی بدنه آن جدا شده و موتور آن برای تعمیر و نگهداری به سمت بیرون کشیده می‌شود،
پایگاه هوایی، تفنگداران دریایی ایواکونی، در ژاپن سال ۱۹۵۹

موتور توربوجت هواپیما برای سرویس یا تعویض با برداشتن قسمت عقب بدنه و بیرون کشیدن موتور قابل دسترسی بود. این امر نیاز به درب‌های دسترسی را با لولاها و چفت‌ها که باعث افزایش وزن هواپیما و پیچیدگی بیشتر می‌شود، را از بین می‌برد. این برعکس چیزی است که اغلب در طراحی هواپیما می‌تواند اتفاق بیفتد که در آن یک افزایش وزن اندک در یک ناحیه منجر به افزایش ترکیبی در وزن در مناطق دیگر برای جبران می‌شود، و تقاضا برای موتورهای قوی تر، سنگین تر، بال و بازه بال بزرگتر و غیره در یک دایره باطل ایجاد می‌کند.
ای-۴ پیشگام در مفهوم سوخت رسانی هوایی به هواگردهم قطار بود.
این امر به هواپیما اجازه می‌دهد تا به سایر هواپیماهای مشابه سوخت رسانی نموده و نیاز به هواپیماهای تانکر اختصاصی را کاهش می‌دهد که یک مزیت خاص برای گروه‌های کوچک هوایی یا هنگام انجام عملیات در مکان‌های دور را فراهم می‌آورد.
این امکان انعطاف‌پذیری عملیاتی و اطمینان خاطر در برابر از دست دادن یا نقص عملکرد هواپیماهای تانکر را فراهم می‌کند، اگرچه این روش نیروی رزمی مؤثر در هواپیمای حامل سوخت را کاهش می‌دهد.

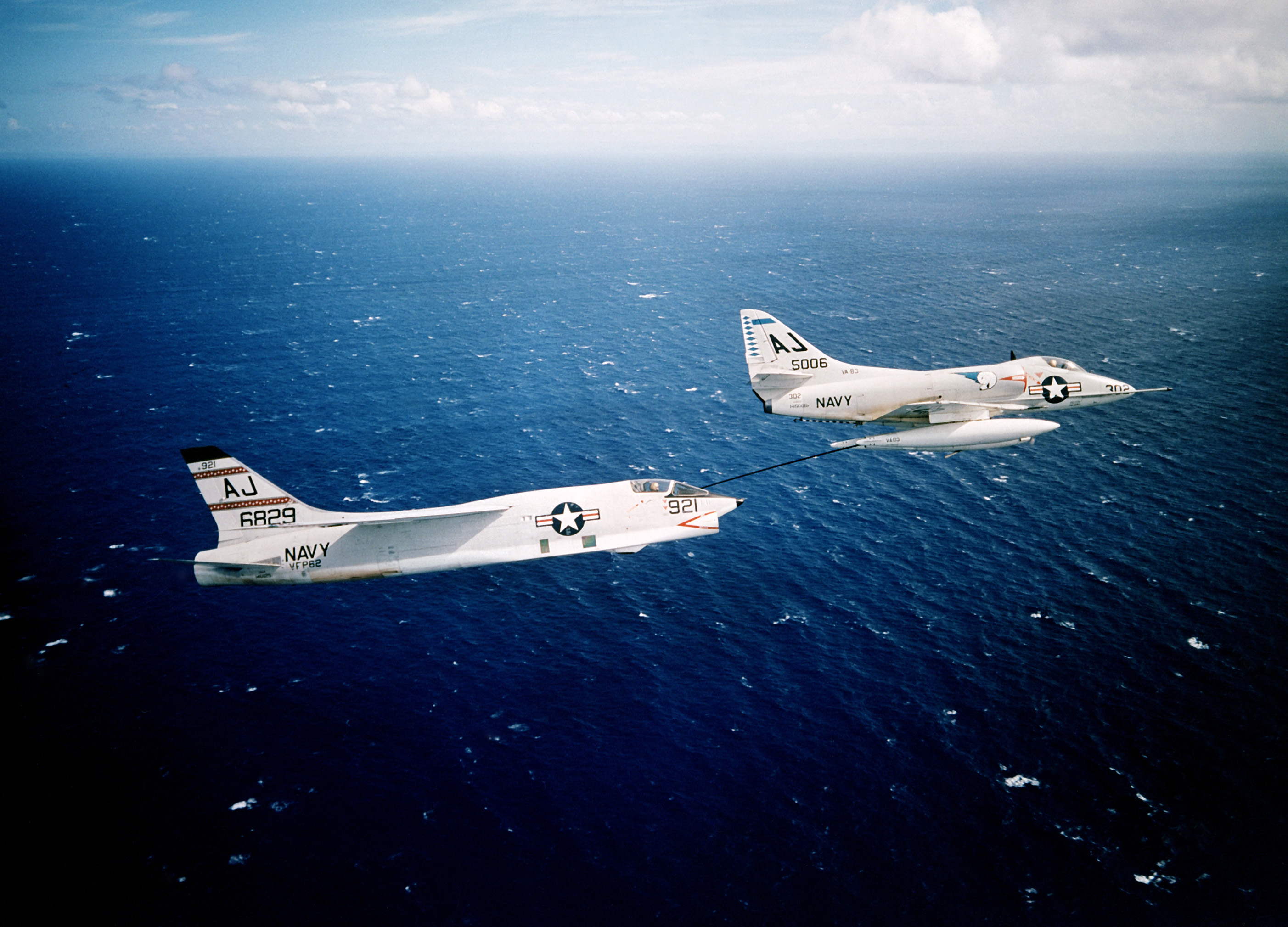
یک فروند ای-۴دی-۲(ای-۴بی) در حال سوخت رسانی هوایی به یک اف۸یو-۱پی) آراف-۸ای)

هواپیمای ای-۴ که به عنوان سوخت رسان تعیین می‌گردید، به یک «منبع سوخت به همقطار» نصب‌شده در زیر بدنه هواپیما مجهز بود، که یک مخزن سوخت خارجی بزرگ با یک قرقره شلنگ کاونددر قسمت عقب و یک قیف سوخت‌گیری قابل افزایش طول در آن نصب شده است. این هواپیما که مسلح نیست سوخت رسانی شد و در ابتدا به پرواز درمی‌آید. هواپیماهای تهاجمی تا حداکثر امکان به جنگ‌افزارها مسلح بودند و به حداکثر اندازه ممکن بیشینه وزن برخاست، که بسیار کمتر از یک مخزن پر بود، سوخت به آنها داده می‌شد.
رویه عملیاتی استاندارد SOP این بود که یک اسکای هاوک را به عنوان تانکر در هر چرخه پرواز-بازیابی به پرواز درمی‌آوردند. در نبرد، ۲ الی ۳ اسکای هاوک در نقش تانکر به پرواز درمی‌آمدند، خصوصاً اگر چندین گروه از هواپیماها ماموریت داشتند تا به یک هدف به شدت دفاع شده حمله کنند.
پس از پرواز، اسکای هاوک‌ها با استفاده از میله سوخت‌گیری ثابت در سمت راست دماغه هواپیما، سوخت مورد نیاز مخازن سوخت خود را از تانکر دریافت نمایند. سپس می‌توانستند هم با تسلیحات کامل و هم با محموله‌های سوخت به پرواز درآیند. پس از اینکه تانکر کی‌ای-۳ اسکایواریر در ناوهای هواپیمابر بزرگتر در دسترس قرار گرفت، ای-۴ به ندرت برای سوخت‌گیری در خدمات ایالات متحده استفاده می‌شد.

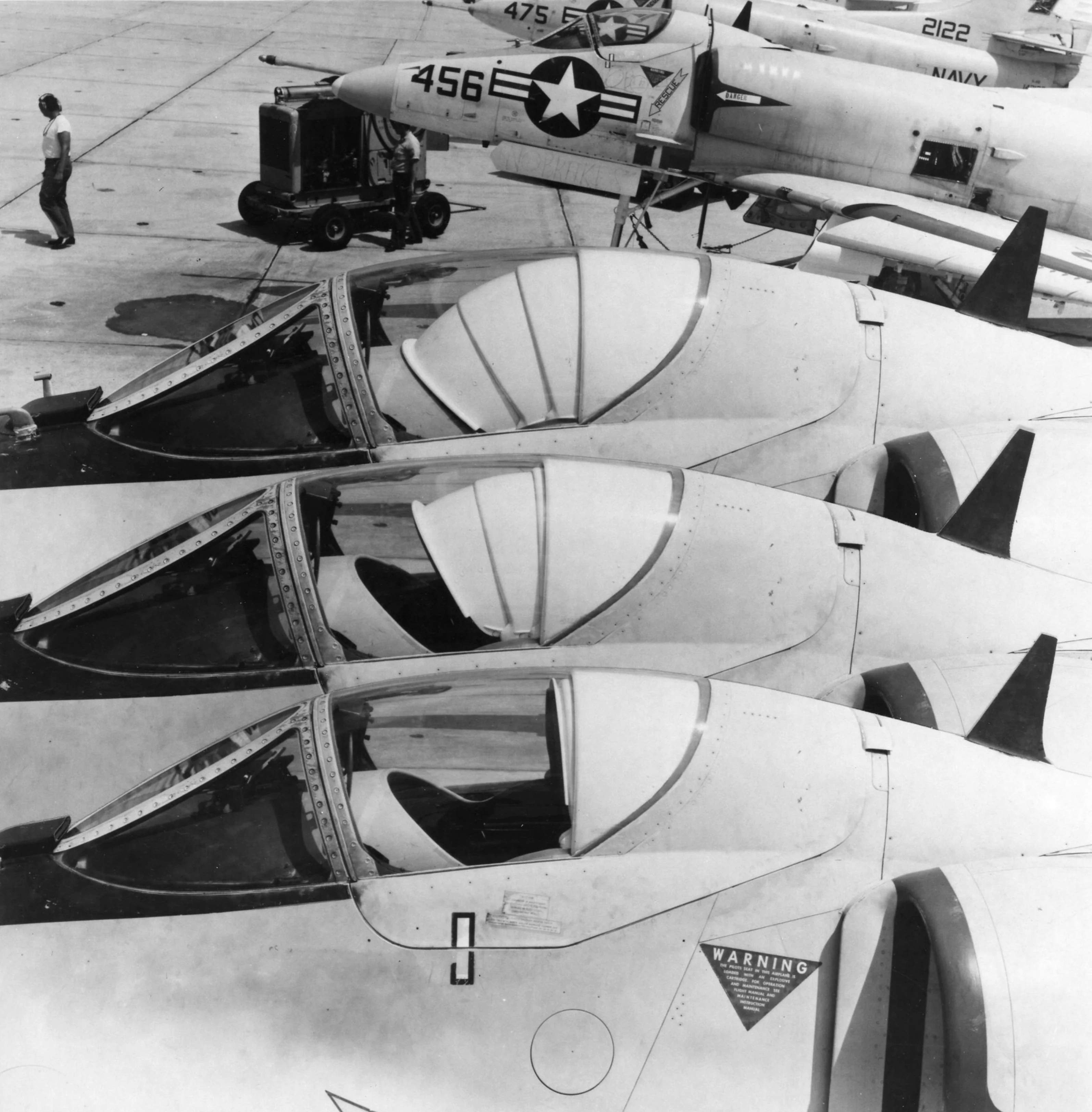
پوشش حرارتی اتاقک خلبان برای زمان استفاده از جنگ‌افزار هسته ای

ای-۴ اسکای هاوک همچنین به گونه ای طراحی شده بود که بتواند در صورت نقص هیدرولیک، بر روی دو مخزن سوخت خارجی که تقریباً همیشه توسط این هواپیماها حمل می‌شد، فرود اضطراری داشته باشد. چنین فرودهایی تنها منجر به آسیب جزئی به دماغه هواپیما می‌شد که می‌توان آن را در کمتر از یک ساعت تعمیر کرد.
در ۱۲ ژوئن ۱۹۵۲، نیروی دریایی ایالات متحده آمریکا قراردادی را برای خرید این جنگنده توشیح کرد، و در ۲۲ ژوئن ۱۹۵۴ نمونه اولیه شماره یک برای اولین بار از پایگاه نیروی هوایی ادواردز، کالیفرنیا به پرواز درآمد. در اواخر سال ۱۹۵۶ تحویل این جنگنده‌ها به گُردان هوایی (VA-72) نیروی دریایی و گردان هوایی (VMA-224) سپاه تفنگداران دریایی آغاز شد.
اسکای هاوک تا سال ۱۹۷۹ با تولید ۲٬۹۶۰ فروند، از جمله ۵۵۵ فروند گونه آموزشی دو سرنشین، در خط تولید باقی ماند. آخرین ای-۴ تولیدی، یک ای-۴ام از گُردان هوایی VMA-331 سپاه تفنگداران دریایی بود، که بروی بدنه خود دارای نقش پرچم‌های تمام کشورهایی بود که ای-۴ را ادر خدمت داشتند.

## تاریخچه کاربری

### ایالات متحده آمریکا

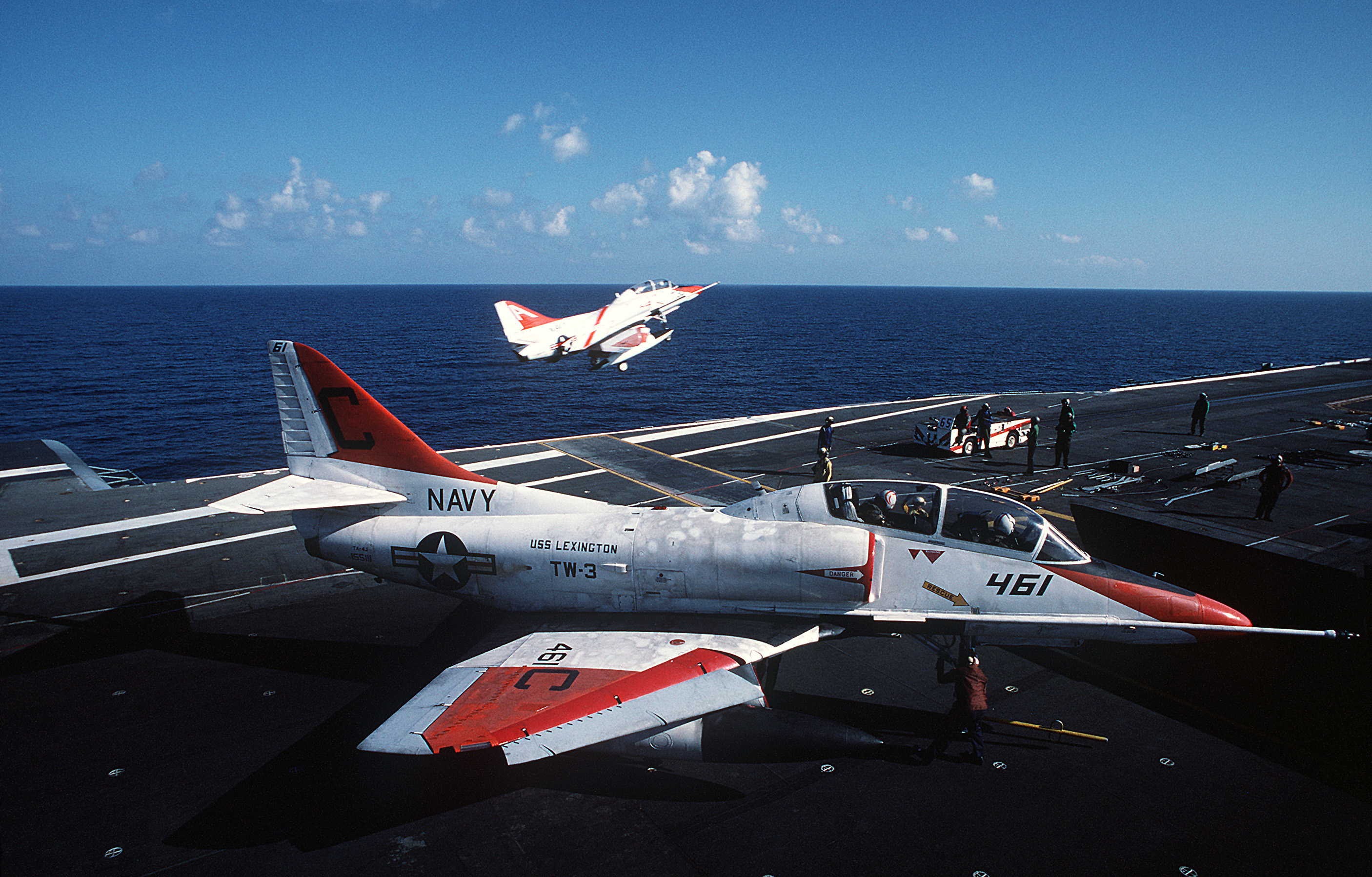
یک فروند تی‌ای-۴جی از ناوگان نیروی دریایی ایالات متحده آمریکا بروی عرشه ناوهواپیمابر یواس‌اس لکسینگتون (سی‌وی-۱۶) در سال ۱۹۸۹

اسکای هاوک ثابت نمود که یک هواپیمای نسبتاً رایج صادراتی نیروی دریایی ایالات متحده آمریکا است.
به دلیل ابعاد کوچک آن، می‌توان آن را از ناوهای هواپیمابر قدیمی‌تر و کوچک‌تر دوران جنگ جهانی دوم که هنوز در دهه ۱۹۶۰ در خدمت نیروهای دریایی کوچک‌تر بود، مورد استفاده قرار داد. این ناوهای قدیمی‌تر اغلب نمی‌توانستند جنگنده‌های جدیدتر نیروی دریایی مانند اف-۴ فانتوم ۲ و اف-۸ کروسیدر را در خود جای دهند، که سریع‌تر و توانمندتر از ای-۴ بودند، اما به‌طور قابل توجهی بزرگ‌تر و سنگین‌تر از آن بودند.
نیروی دریایی ایالات متحده آمریکا ای-۴ را در گُردان‌های هوایی حمله سبک نیروی دریایی عادی و همچنین نیروی دریایی ذخیره (VA) به کار گرفت. اگرچه استفاده از ای-۴ به عنوان یک هواپیمای آموزشی و رقیب تمرینی تا دهه ۱۹۹۰ ادامه یافت، نیروی دریایی در سال ۱۹۶۷ شروع به حذف این هواپیما از اسکادران‌های حمله خط مقدم خود کرد و آخرین آنها (Super Foxes VA-55/212/164) در سال ۱۹۷۶ بازنشسته شدند.
سپاه تفنگداران دریایی ایالات متحده آمریکا اما
ال‌تی‌وی ای-۷ کرسر ۲ که در نیروی دریایی ایالات متحده جایگزین اسکای هاوک شده بود را نپذیرفت، در عوض اسکای هاوک‌ها را در گُردان‌های هوایی آفندی در نیروهای عادی سپاه تفنگدارت دریایی و همچنین  ذخیره سپاه تفنگداران دریایی (VMA) در خدمت نگه داشته و مدل جدید ای-۴ام را سفارش می‌دهند. آخرین اسکای هاوک سپاه تفنگداران دریایی ایالات متحده آمریکا در سال ۱۹۷۹ تحویل داده شد و تا اواسط دهه ۱۹۸۰ قبل از جایگزینی با هواپیمای عمودپرواز  ای‌وی-۸بی هریر ۲ که به همان اندازه کوچک، اما همه‌کاره تر بود، مورد استفاده قرار گرفت.
گُردان هوایی آفندی-۱۳۱ تفنگداران دریایی، گروه هواپیمایی ۴۹ (مارهای زنگی پشت‌الماسی) چهار فروند اوای-۴ام آخر خود را در ۲۲ ژوئن ۱۹۹۴ (۱ تیرماه ۱۳۷۳ خورشیدی) بازنشسته کرد. نسخه‌های آموزشی اسکای هاوک در خدمت نیروی دریایی باقی ماندند، با این حال، با ظهور برنامه «برنامه آموزشی در برابر رقیب تمرینی»، زندگی جدیدی پیدا کرد، که در آن ای-۴ چابک به عنوان یک پایه برای میکویان-گورویچ میگ-۱۷ در برنامه آموزشی در برابر رقیب تمرینی نامتجانس (به انگلیسی:  (DACT) Dissimilar air combat training) ایفای نقش نمود.اسکای هاوک در  تاپ‌گان (انگلیسی: TOPGUN) تا ۱۹۹۹مورداستفاده قرار گرفت.

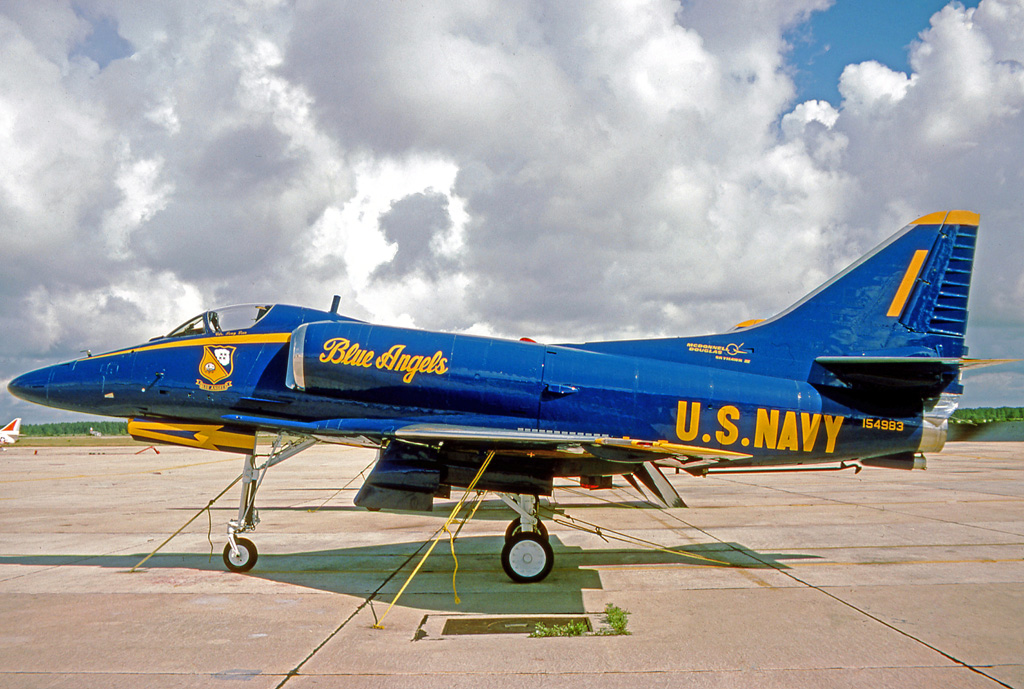
ای-۴اف اسکای هاوک در تیم آکروجت فرشتگان آبی در سال ۱۹۷۵

زمانی که نیروی دریایی ایالات متحده آمریکا هواپیماهای خود را برای تیم نمایشی فرشتگان آبی کاهش داد، عملکرد چابک ای-۴ همچنین آن را برای جایگزینی مناسب برای مک‌دانل داگلاس اف-۴ فانتوم ۲ نمو، تا زمانی که در دهه ۱۹۸۰ مک‌دانل داگلاس اف/ای-۱۸ هورنت در دسترس قرار گرفت. آخرین اسکای هاوک‌های نیروی دریایی ایالات متحده، مدل‌های تی‌ای-۴جِی متعلق به گردان هوایی ترکیبی VC-8 بود، که در کاربری‌هایی همانند یدک‌کشی هدف، و به عنوان هواپیمای مهاجم (رقیب)، برای آموزش رزمی در
پایگاه دریایی روزولت رودز باقی ماندند. این هواپیماها در ۳ می ۲۰۰۳ رسماً بازنشسته شدند.
اسکای هاوک به دلیل مقاومت و چابکی مورد علاقه خدمه بود. این ویژگی‌ها به همراه هزینه خرید و عملیات کم و همچنین نگهداری آسان، به محبوبیت ای-۴ در بین نیروهای مسلح آمریکایی و بین‌المللی کمک کرده است. علاوه بر ایالات متحده، حداقل چهار کشور دیگر (آرژانتین، اندونزی، اسرائیل و کویت) از اسکای هاوک در جنگ استفاده نمودند.

#### دوران جنگ ویتنام

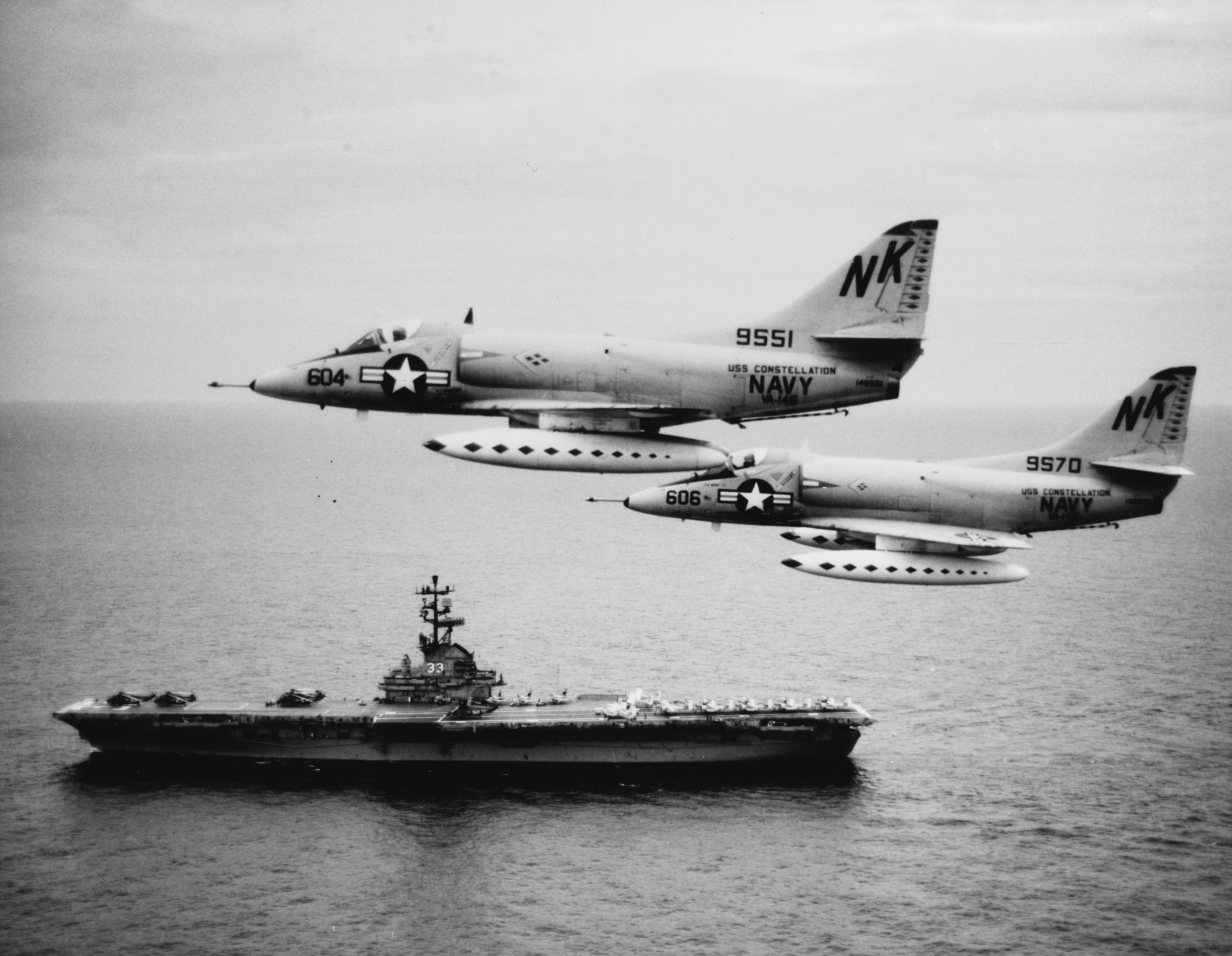
دو فروند ای-۴سی اسکای هاوک از گُردان هوایی-۱۴۶ بر فراز خلیج تونکین در اوت ۱۹۶۴، ناوهواپیمابر یواس‌اس کیرسارگ نیز در تصویر دیده می‌شود.

اسکای هاوک‌ها اولین هواپیمای تهاجمی سبک نیروی دریایی ایالات متحده بود که در سال‌های اولیه جنگ ویتنام بر فراز ویتنام شمالی مورد استفاده قرارگرفت. بعداً این نقش ماموریت‌های آفندی نیروهای ایالات متحده آمریکا بر عهده ای-۷ کرسر ۲ قرار گرفت اسکای هاوک‌ها برخی از اولین حملات هوایی ایالات متحده را در طول درگیری انجام دادند و اعتقاد بر این است که یک اسکای هاوک از ناوگان سپاه تفنگداران دریایی، آخرین بمب‌های آمریکایی را بر روی ویتنام شمالی پرتاب کرده است.
هوانوردان برجسته نیروی دریایی که با اسکای هاوک پرواز کردند عبارتند از: دریابان‌ها اورت آلوارز جونیور (به انگلیسی: .Everett Alvarez, Jr) و جان مک کین (به انگلیسی: John McCain)و دریابد جیمز استاکدیل(به انگلیسی: James Stockdale). در ۱ مه ۱۹۶۷، یک ای-۴سی اسکای هاوک به خلبانی ناوسروان تئودور آر. سوارتز (به انگلیسی: Theodore R. Swartz)از گُردان هوایی آفندی-۷۶ (VA-76) از روی ناو هواپیمابر یواساس بُن هوم ریچارد (USS Bon Homme Richard)، یک میگ-۱۷ نیروی هوایی ویتنام شمالی را با راکت غیرقابل هدایت زونی ساقط کرد. این تنها پیروزی هوایی اسکای‌هاوک در جنگ ویتنام بود.
از سال ۱۹۵۶ به بعد، اسکای هاوک‌های نیروی دریایی، اولین هواپیمایی مستقر در خارج از ایالات متحده آمریکا بود که به موشک هوا به هوای ایم-۹ سایدوایندر مجهز شد.
در مأموریت‌های آفندی که مأموریت اصلی اسکای هاوک بود، از تسلیحات هوا به هوا برای دفاع شخصی استفاده می‌شد. در اوایل تا اواسط دهه ۱۹۶۰، گُردان‌های هوایی استاندارد ای-۴بی اسکای هاوک نیروی دریایی ایالات متحده، برای محافظت هوایی (به عنوان جنگنده)
هواپیماهای ضد زیردریایی که از برخی ناوهای هواپیمابر و ضد زیردریایی (به انگلیسی: Anti-submarine warfare carrier (ASW carrier)) کلاس اسکس(به انگلیسی: Essex-class aircraft carrier) به پرواز درمی‌آمدند، اختصاص داده شدند. البته این هواپیماها قابلیت حمله زمینی و دریایی خود را حفظ نمودند.ای-۴بی فاقد رادار هوا به هوا بود و نیاز به شناسایی بصری اهداف و هدایت کشتی‌ها یا هواپیمای آواکس گرومن ئی-۱ تریسر داشت.
وزن سبک و ایمنی بالای اسکای هاوک‌ها برای فرود بر روی عرشه‌های کوچک‌تر، قابلیتی بود که بعداً در استرالیا، آرژانتین و برزیل مورد استفاده قرار گرفت. . آن امکان برخاست و فرود از ناوهای هواپیمابر باقی مانده از جنگ جهانی دوم بود که ارتقا یافته بودند و همچنین از ناوهای هواپیمابر و ضد زیردریایی (ASW carrier) سبک بود، که هواپیماهای مدرن بزرک قادر به استفاده از آنها نبودند.
تسلیحات اولیه هوا به هوا شامل توپ‌های داخلی ۲۰ میلی‌متری (۰٫۷۹اینچی) کلت ام کی۱۲ و توانایی حمل یک موشک ایم-۹ سایدوایندر بر روی هر دو جایگاه تسلیحات زیر بال‌ها بود، که بعداً در برخی از هواپیماها با اضافه شدن دو جایگاه تسلیحات دیگر در زیر بالها ظرفیت کل چهار موشک هوابه هوا شد.
اولین تلفات جنگی یک ای-۴ در ۵ اوت ۱۹۶۴، زمانی رخ داد که ستوان دوم اورت آلوارز، از گردان هوایی آفندی-۱۴۴ (VA-144) که از ناوهواپیمابر یواس‌اس کانستلیشن برخاسته بود، هنگام حمله به قایق‌های اژدرانداز دشمن در ویتنام شمالی سرنگون شد.آلوارز پس از آنکه هواپیمایش مورد اصابت با آتش توپخانه پدافندهوایی قرار گرفت ایجکت کرد و اولین اسیرجنگی نیروی دریایی ایالات متحده در این جنگ شد.
او به عنوان اسیر جنگی در ۱۲ فوریه ۱۹۷۳ آزاد شد. آخرین تلفات ای-۴ در جنگ ویتنام در ۲۶ سپتامبر ۱۹۷۲ رخ داد، زمانی که خلبان سپاه تفنگداران دریایی، سروان جیمز پی والش (به انگلیسی: James P. Walsh)، جمعی گردان هوایی جنگنده آفندی ۲۱۱ سپاه تفنگداران (USMC VMA-211)، که از پایگاه هوایی بین‌هوا، ویتنام جنوبی برای انجام پشتیبانی در طی نبردان لاک (به انگلیسی: Battle of An Lộc) به پرواز درآمد، مورد اصابت آتش پدافند زمینی قرار گرفت.سروان والش از هواپیما به سلامت بیرون پرید و آخرین تفنگدار دریایی ایالات متحده بود که در طول جنگ اسیر شد. او نیز به عنوان اسیر جنگی در ۱۲ فوریه ۱۹۷۳ آزاد شد.
اگرچه اولین هواپیماهای ای-۴ئی در اوایل سال ۱۹۶۵ در ویتنام پرواز کردند، جنگنده‌های ای-۴سی ها تا اواخر سال ۱۹۷۰ مورد استفاده قرار گرفتند. در ۱ ژوئن ۱۹۶۵، پایگاه هوایی چو لی برای پشتیبانی تاکتیکی (SATS) رسماً با ورود هشت فروند اسکای هاوک از پایگاه هوایی کوبی، جزایر فیلیپین افتتاح شد.
این گروه با کمک گرفتن کابل‌ها فرود آمدند، سوخت‌گیری کرده و با کمک
جاتو با سوخت و بمب برای پشتیبانی از واحدهای رزمی تفنگداران دریایی به هوا برخاستند.اسکای هاوک‌ها جمعی گردان‌های هوایی آفندی سپاه تفنگداران دریایی VMA-225 و VMA-311 بودند.
ستوان فرمانده مایکل جی استوکین (به انگلیسی: Michael J. Estocin) از گُردان آفندی ۱۹۲ پس از مرگ به دلیل سقوط هواپیمایش با موشک زمین به هوا در طی حملات هماهنگ علیه اهداف دشمن در هایفونگ، ویتنام شمالی، در ۲۰ آوریل و ۲۶ آوریل ۱۹۶۷، مدال افتخار دریافت کرد.

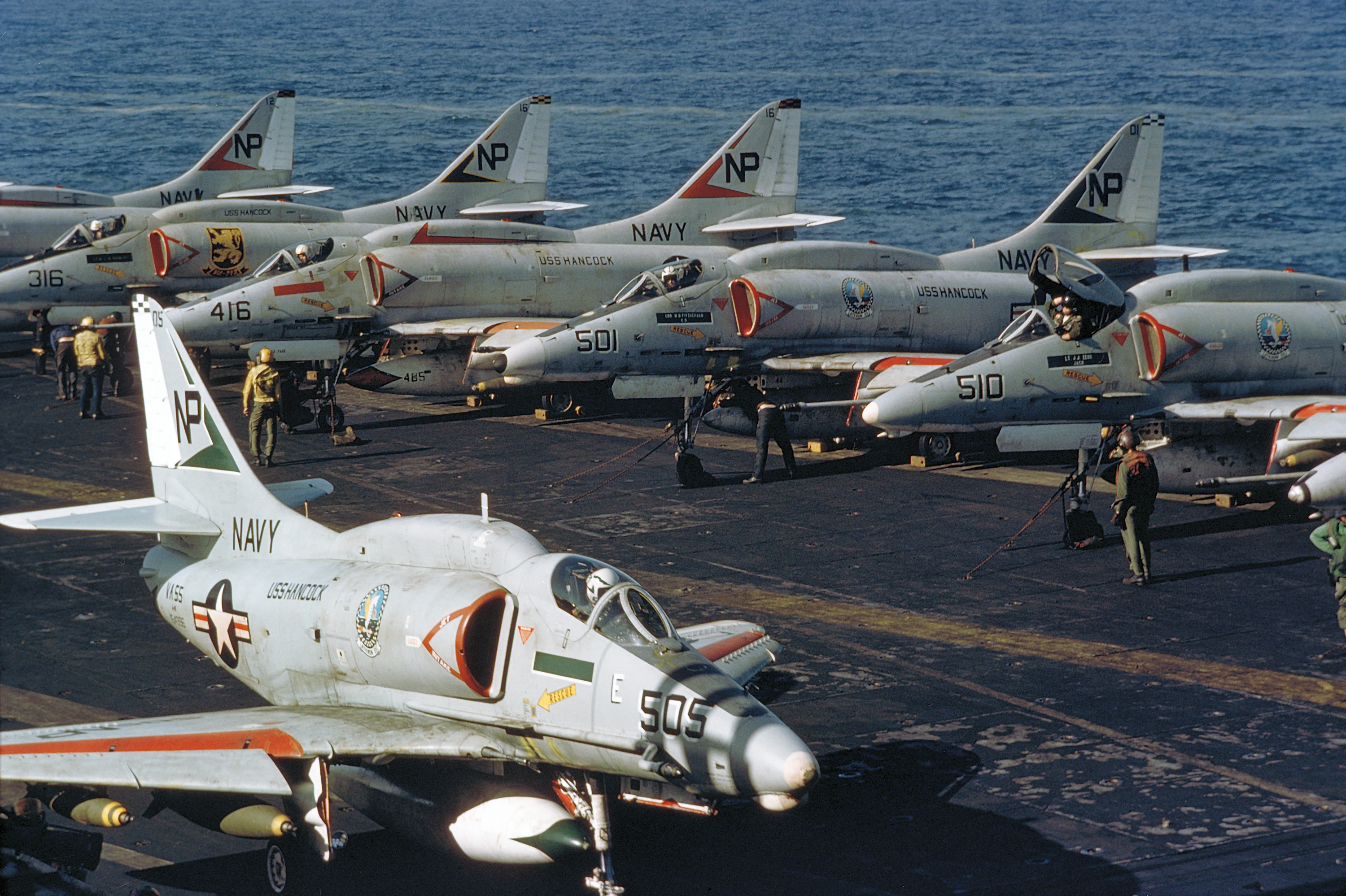
جنگنده‌های ای-۴اف مسلح بروی عرشه ناوهواپیمابر یواس‌اس هنکاک درسال ۱۹۷۲

در ۲۹ ژوئیه ۱۹۶۷، ناو هواپیمابر یواس‌اس فورستال و در طی جنگ ویتنام در حال انجام عملیات جنگی در خلیج تونکین بود. یک راکت زونی به اشتباه شلیک شده و به یک مخزن سوخت خارجی به یک ای-۴ برخورد کرد. سوخت از مخزن نشت و آتش گرفت و آتش‌سوزی عظیمی ایجاد کرد که شناور ساعت‌ها در آتش سوخت، در پی این حریق، ۱۳۴ ملوان کشته شده و ۱۶۱ نفر مجروح شدند.
در طی این درگیری‌ها، ۳۶۲ فروند ای-۴/تی‌ای-۴ اف اسکای هاوک به دلایل مختلف از بین رفتند. نیروی دریایی ایالات متحده آمریکا ۲۷۱ فروند ای-۴، سپاه تفنگداران دریایی ایالات متحده آمریکا ۸۱ فروند ای-۴ و ۱۰ فروند تی‌ای-۴اف را از دست دادند. در مجموع ۳۲ فروند ای-۴ در اثر موشک‌های سطح به هوا (SAM) و یک فروند ای-۴ در نبرد هوایی با یک میگ-۱۷ در ۲۵ آوریل ۱۹۶۷ از دست رفت.

### آرژانتین

#### جنگ فالکلند (مالویناس)

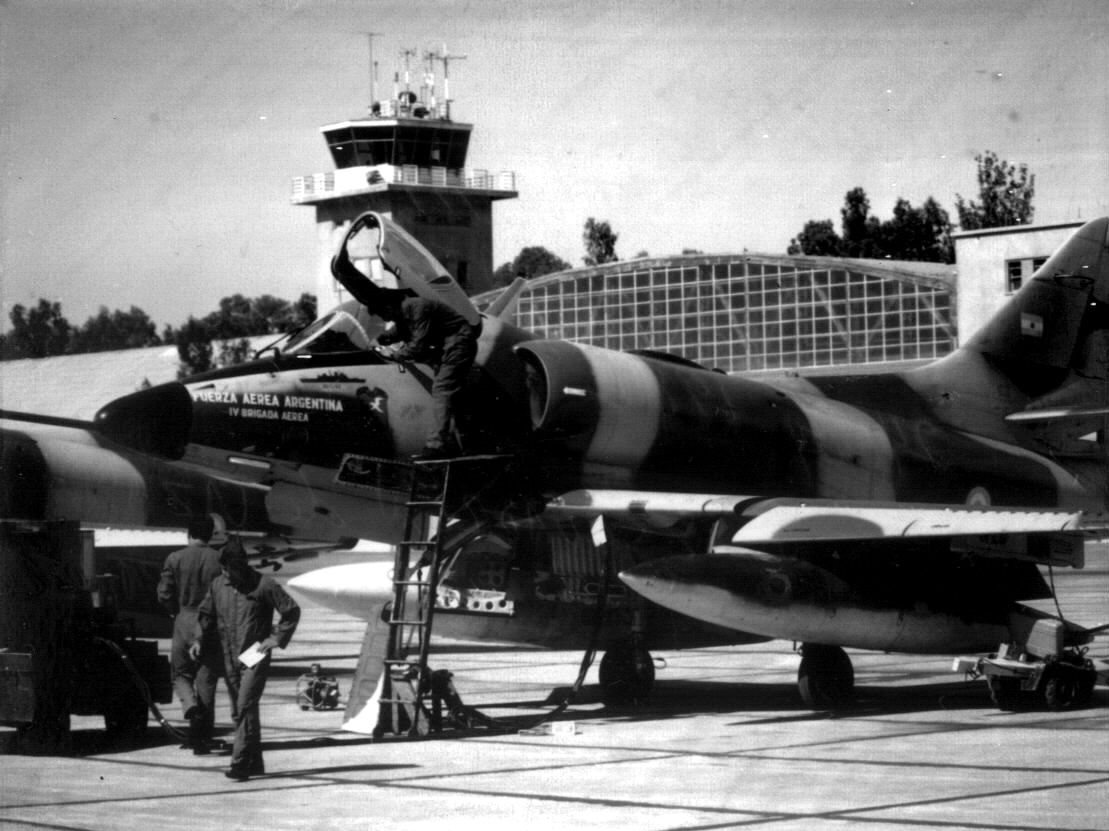
ای-۴ سی نیروی هوایی آرژانتین در می ۱۹۸۲

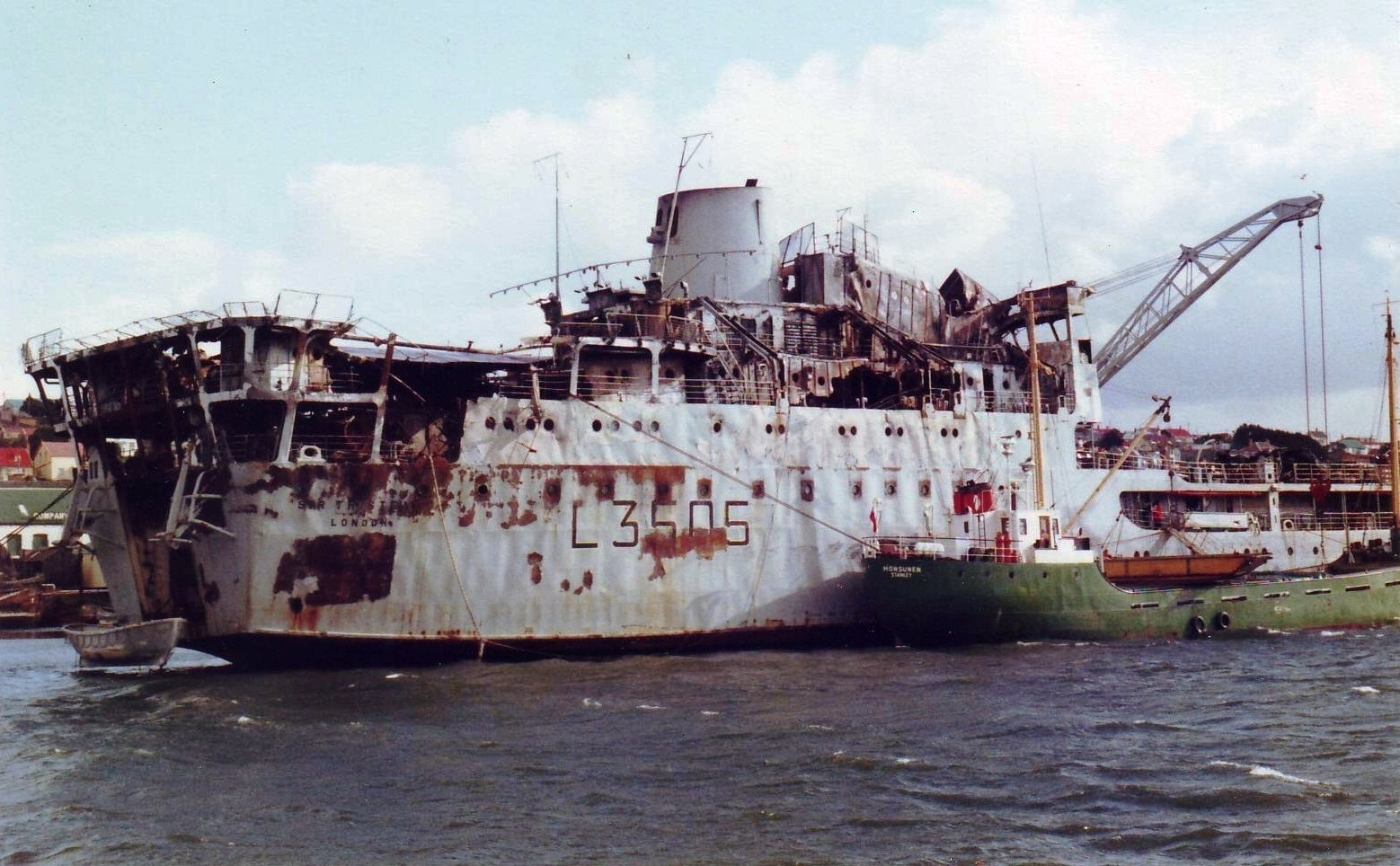
خسارات وارده به شناور بریتانیایی آراف‌ای سرتریستام در حمله‌های اسکای هاوک‌های نیروی هوایی آرژانتین در عملیات بلاف کوو

در سال ۹۸۲ و در طی جنگ فالکلند، آرژانتین ۴۸ فروند اسکای هاوک (۲۶ فروند ای-۴بی، ۱۲ فروند ای-۴سی و ۱۰ فروند ای-۴ کیو) آماده به خدمت را در اختیار داشت. اسکای هاوک آرژانتینی مجهز به بمب‌های غیرقابل هدایت و فاقد هرگونه امکانات پادکار الکترونیکی یا دفاع علیه موشک‌های دشمن بوده، همچنین نمی‌توانستند به‌طور مؤثر با جنگنده‌های بریتیش ایروسپیس سی هاریر ناوگان هوایی نیروی دریایی سلطنتی به نبردهای هوایی و داگ فایت بپردازند.
با وجود این، اسکای هاوک‌های نیروی هوایی آرژانتین مأموریت‌های بمباران متعددی را علیه کشتی‌های نیروی دریایی سلطنتی به انجام رسانیدند، ناوشکن تیپ ۴۲  کاونتری را غرق نموده و آسیب‌های مختلفی را به چندین شناور دیگر وارد نمودند: ناوچه تیپ ۲۱
آنتلوپ (که متعاقباً در هنگام تلاش برای خنثی کردن بمب‌های منفجر نشده غرق شد)، به آراف‌ای سرگالاهاد آنقدر آسیب وارد نمودند که تخلیه شده و لاشه کشتی بعداً در ۲۱ ژوئن توسط بریتانیایی‌ها غرق شد، و همچنین ناوشکن تیپ ۴۲ گلاسگو، ناوچه کلاس لئاندر
آرگونات، ناوچه تیپ ۲۲ برودسورد و آراف‌ای سرتریسترام.
جنگنده‌های ای-۴کیو نیروی دریایی آرژانتین، که از پایگاه هوایی نیروی دریایی در ریو گرانده، تیرا دل فوئگو، پرواز می‌کردند، همچنین در حملات بمباران علیه کشتی‌های بریتانیایی نقش داشته و ناوچه تیپ ۲۱
 اردنت را نابود نمودند.
در مجموع، ۲۲ فروند اسکای هاوک (۱۰ فروند ای-۴بی، ۹ فروند ای-۴سی، و سه فروند ای-۴ کیو) در طی این جنگ شش هفته‌ای از دست رفتند. این تلفات شامل هشت فروندی بود که توسط سی هاریر‌های نیروی دریایی سلطنتی ساقط شدند، هفت فروند توسط موشک زمین به هوای پرتاب از کشتی، چهار فروند توسط موشک زمین به هوا و آتش ضدهوایی (شامل یک مورد باآتش خودی) و سه فروند نیر سقوط کردند. به گفته نویسنده هوانوردی جیم وینچستر (به انگلیسی: Jim Winchester)، اسکای هاوک موثرترین هواپیمای آرژانتینی در طی این جنگ بود.

### استرالیا
بیست فروند ای-۴جی اسکای‌هاوک توسط نیروی دریایی سلطنتی استرالیا برای عملیات از ناو هواپیمابر اچ‌ام‌ای‌اس ملبورن خریداری شد. این هواپیماها در دو دسته ۱۰ تایی در سال‌های ۱۹۶۷ و ۱۹۷۱ خریداری شدند و عمدتاً برای تأمین دفاع هوایی ناوگان مورد استفاده قرار گرفتند. ده فروند از هواپیماهای ای-۴جی در طی سوانح نابود شدند و مابقی اسکای هاوک‌های باقی مانده در سال ۱۹۸۴ به نیروی هوایی سلطنتی نیوزیلند فروخته شدند.

### کویت
در نوامبر ۱۹۷۴، دولت کویت قصد خود را برای خرید ۳۶ فروند اسکای هاوک جدید، همراه با موشک‌های ایم-۹ سایدوایندر، تجهیزات پشتیبانی و قطعات یدکی در ازای ۲۵۰ میلیون دلار اعلام کرد. اکثر هواپیماها از گونه تک سرنشینه ای-۴ کی‌یو عرضه شده، در حالی که تعداد انگشت شماری از گونه دو سرنشینه تی‌ای-۴کی‌یو نیز تهیه شد. در پایان سال ۱۹۷۸، تمامی هواپیماها تحویل و وارد خدمت در نیروی هوایی کویت شدند. در طول سال ۱۹۸۴، کویت ناوگان اسکای هاوک خود را برای فروش قرار داد، اما هیچ‌کدام در این زمان فروخته نشدند.

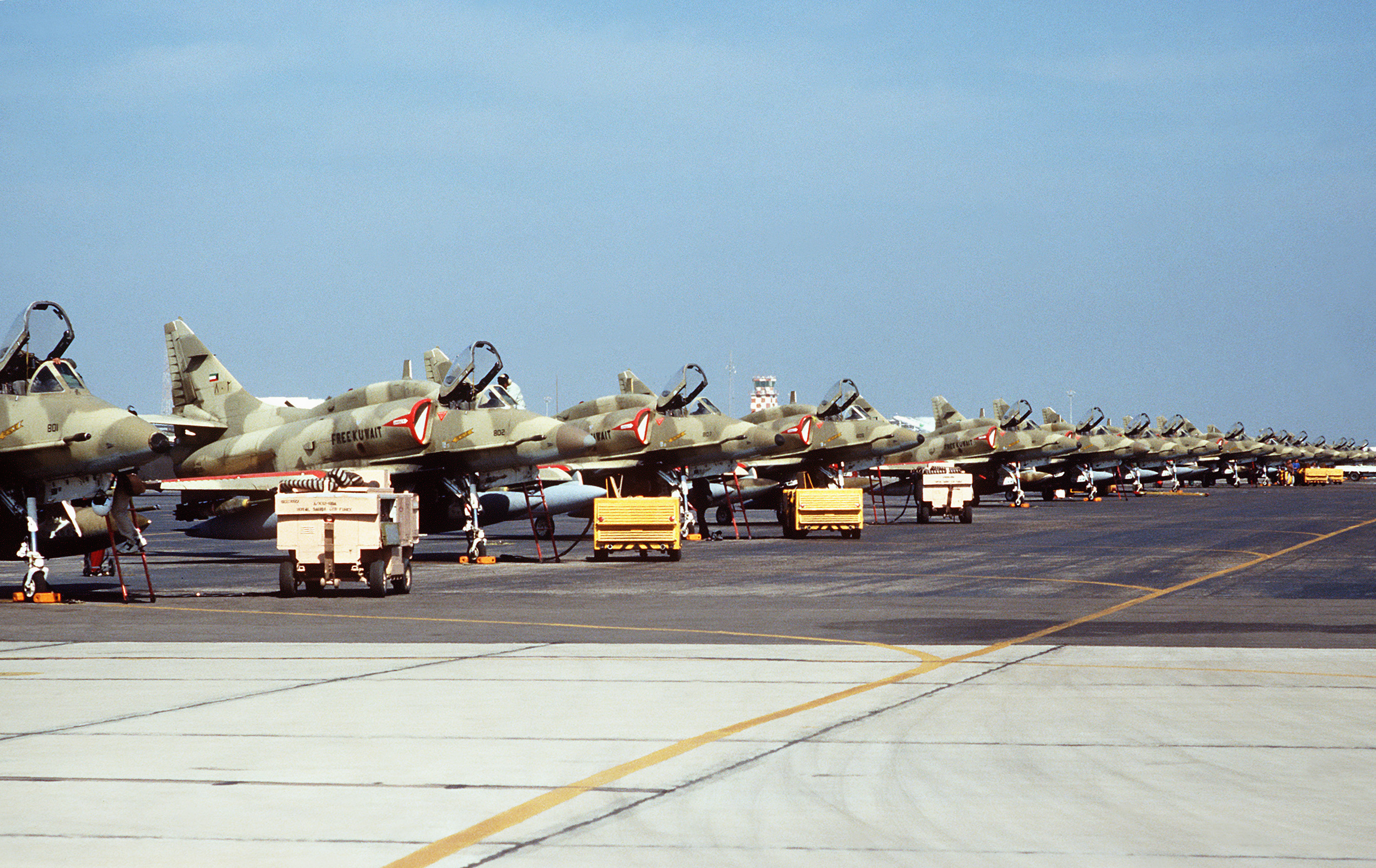
ناوگان ای-۴ کی‌یو نیروی هوایی کویت آزاد در حال آماده‌سازی برای انجام مأموریت در عملیات طوفان صحرا در سال ۱۹۹۱

در سال ۱۹۹۱، اسکای هاوک‌های کویت در عملیات طوفان صحرا شرکت داشتند. هنگامی که عراق به کویت حمله کرد، تمامی اسکای هاوک‌های موجود، مأموریت‌های حمله ای را علیه نیروهای در حال پیشروی عراقی انجام دادند که پس از تسخیر پایگاه‌های آنها، از جاده‌های متروکه به عملیات می‌پرداختند.
تعداد زیادی هلیکوپتر تهاجمی عراقی قبل از عقب‌نشینی نیروهای کویتی، توسط اسکای هاوک‌ها منهدم شدند.پنج فروند از این هواپیماها بر روی زمین توسط نیروهای عراقی به غنیمت گرفته شدند.
۲۴ فروند از ۲۹ فروند ای-۴کی‌یو که در خدمت کویت باقی مانده بودند به عربستان سعودی گریختند.اسکای هاوک‌های مذکور (همراه با جنگنده‌های فراری میراژ-اف۱) به عنوان نیروی هوایی کویت آزاد وارد عملیات شده و ۱٬۳۶۱ سورتی پرواز را در طول عملیات آزادسازی کویت انجام دادند.
۲۳ فروند ای-۴ کی‌یو از درگیری‌ها و تهاجم علیه مواضع و نیروهای عراقی جان سالم به در بردند، در ۱۷ ژانویه ۱۹۹۱ (۲۷ دی ماه ۱۳۶۹ خورشیدی) تنها یک فروند ای-۴کی‌یو با شماره شناسایی (KAF-828، BuNo. 160207) با یک موشک پدافندی سطح به هوا با هدایت راداری مورد اصابت قرار گرفت و ساقط شد. محمد مبارک خلبان هواپیما، با صندلی پران از هواپیما خارج شد و به اسارات عراقی‌ها درآمد.
در اوایل دهه ۱۹۹۰، زمانی که کویت منتظر تحویل جنگنده‌های توانمندتر مک‌دانل داگلاس اف/ای-۱۸ هورنت بود، تلاش‌های طولانی مدتی برای فروش اسکای هاوک‌های باقی مانده خود را انجام شد. با کمک وزارت خارجه ایالات متحده، مذاکرات بی‌نتیجه ای با بوسنی و فیلیپین به انجام رسید. در سال ۱۹۹۸، کل ناوگان به برزیل فروخته شده، و بروی ناو هواپیمابر سائو پائولو (NAe São Paulo) در نیروی دریایی برزیل وارد خدمت شدند.

### مالزی
در سال ۱۹۸۲، مالزی ۸۰ فروند ای-۴سی و ای-۴ال بازسازی شده را تحت یک برنامه نوسازی به نام PERISTA خریداری کرد.
۴۰ بدنه هواپیما با سیستم بمباران زاویه ای هیوز ای‌ان/ای‌اس‌بی-۱۹، قابلیت سوخت‌گیری هوایی و افزایش بار ارتقاء یافتند، در حالی که بقیه به عنوان ذخیره و به عنوان منبع قطعات یدکی در ایالات متحده نگهداری می‌شدند. این نسخه اصلاح شده مجدداً به عنوان ای-۴پی‌تی‌ام طراحی شد و انحصارا برای برای مالزی بود. تحویل این گونه بین سالهای ۱۹۸۴ و ۱۹۸۵ به انجام رسید.
اسکای هاوک‌ها توسط نیروی هوایی سلطنتی مالزی (RMAF) که در گُردان‌های هوایی شماره ۶ و ۷، مستقر در پایگاه هوایی کوانتان، خدمت می‌کردند.
در اواخر دهه۱۹۸۰، آرژانتین تلاش کرد در دادوستدی پایاپای در ازای هواپیماهای اف‌ام‌ای آی‌ای-۶۳ پامپا و وسایل نقلیه زمینی، جنگنده‌های اسکای هاوک مالزی را دریافت نماید، اما چنین معامله ای به انجام نرسید.
در حالی ناوگان اسکای هاوک‌های در خدمت نیروی هوایی سلطنتی مالزی، از میزان سوانح بالا و میران تعمیر و نگهداری مکرر رنج می‌برد. اعتقاد بر این است که این مسائل به عمر نسبتاً کوتاه این جنگنده در این نیرو کمک کرده است.در سال ۱۹۹۵، ناوگان اسکای‌هاوک‌ها بازنشسته شد و نمونه‌های باقی مانده در خارج ذخیره شدند، و نیروی هوایی سلطنتی مالزی این جنگنده‌ها را با بی‌ای‌ئی سیستمز هاوک جایگزین نمود. گزارش شده است که مالزی در دهه ۲۰۰۰ علاقه خود را به خرید اسکای هاوک‌ها را از نیوزلند ابراز کرد.

## کاربران
آرژانتین
- نیروی هوایی آرژانتین[۵۱] – از گونه روزآمد شده ای-۴ای‌آر به عنوان جنگنده و جنگنده آموزشی استفاده می‌نماید.

 برزیل
- نیروی دریایی برزیل[۵۲] – ۴ فروند ای-۴کی‌یو به روزرسانی شده را برای اهداف عملیاتی و سه فروند ای-۴کی‌یو را برای ماموریت‌های آموزشی در خدمت دارد.[۵۱][۵۳][۵۴]

 کانادا
- تاپ ایسِس ای‌ان‌سی - تعداد ۱۳ فروند ای-۴ان از ناوگان سابق نیروی هوایی اسرائیل و یک فروند تی‌ای-۴جِی را در اختیار داشته پ از آنها برای اهداف آموزشی و به عنوان هواپیمای متجاوز (رقیب) استفاده می‌نمایند.[۵۵][۵۶]

 ایالات متحده آمریکا
- دراکن اینترنشنال – مستقر در فرودگاه لیکلند لیندر ریجنل، ۷ فروند ای/تی‌ای-۴کی از ناوگان سابق نیروی هوایی نیوزلند و ۶ فروند ای-۴ان که قبلاً در خدمت اسرائیل بودند را در مالکیت داشته و از آنها بهره‌برداری می‌نمایند.[۵۷]
- AeroGroup, a private American commercial company operating previously owned A-4 aircraft.[۵۸]
- A-4L, LLC - Owns seven and currently operates three A-4L (A4D-2N) Skyhawks based at KGYI North Texas Regional Airport/Perrin Field in Denison Texas.[۵۹]

### کاربران سابق
آرژانتین
- نیروی دریایی آرژانتین

 استرالیا
- نیروی دریایی سلطنتی استرالیا – به نیروی هوایی سلطنتی نیوزیلند فروخته شدند.

 اندونزی
- نیروی هوایی اندونزی (TNI-AU) – در سال ۲۰۰۴ از خدمت خارج شدند.

 اسرائیل
- نیروی هوایی اسرائیل – از خدمت در خط مقدم در سال ۲۰۰۸ و از ماموریت‌های آموزشی در دسامبر ۲۰۱۵ خارج شدند.[۶۰]

 کویت
- نیروی هوایی کویت – به نیروی دریایی برزیل فروخته شد.

 مالزی
- نیروی هوایی سلطنتی مالزی – retired from service. Some are on display and some were donated to universities for aero-mechanical studies.[نیازمند منبع]

 نیوزیلند
- نیروی هوایی سلطنتی نیوزیلند – در سال ۲۰۰۱ از خدمت خارج شدند.

 سنگاپور
- نیروی هوایی سنگاپور retired from frontline service in 2005, and were transferred to France (Cazaux Air Base) as advanced jet trainers. The Skyhawks were retired from training flights from 2013 and replaced by the Alenia Aermacchi M-346. 1 RSAF A-4SU was donated to the Institute of Technical Education (ITE College Central) for vocational and training purposes.

 ایالات متحده آمریکا
- نیروی دریایی ایالات متحده آمریکا
- سپاه تفنگداران دریایی ایالات متحده آمریکا

## مشخصات (ای۴دی-۵/ای-۴ئی اسکای هاوک)
داده‌ها از McDonnell Douglas aircraft since 1920: Volume I, Global Security: A4D (A-4) Skyhawk
ویژگی‌های عمومی
- خدمه: ۱
- طول: ۴۰ فوت ۱٫۵ اینچ (۱۲٫۲۳۰ متر)
- پهنای بال: ۲۷ فوت ۶ اینچ (۸٫۳۸ متر)
- ارتفاع: ۱۵ فوت ۲ اینچ (۴٫۶۲ متر)
- مساحت بال‌ها: ۲۶۰ فوت مربع (۲۴ متر مربع)
- ایرفویل: root: NACA 0008-1.1-25; tip: NACA 0005-.825-50[۶۲]
- وزن خالی: ۹٬۸۵۳ پوند (۴٬۴۶۹ کیلوگرم)
- وزن ناخالص: ۱۶٬۲۱۶ پوند (۷٬۳۵۵ کیلوگرم)
- بیشترین وزن برخاست: ۲۴٬۵۰۰ پوند (۱۱٬۱۱۳ کیلوگرم)
- پیشرانه: ۱ عدد موتور توربوجت پرت اند ویتنی جی۵۲-پی-۶ای, ۸٬۵۰۰ پوند-نیرو (۳۸ کیلونیوتن) thrust

عملکرد
- حداکثر سرعت: ۵۸۵ گره (۶۷۳ مایل بر ساعت، ۱٬۰۸۳ کیلومتر بر ساعت) در ارتفاع سطح دریا
- بُرد: ۱٬۰۰۸ مایل دریایی (۱٬۱۶۰ مایل، ۱٬۸۶۷ کیلومتر)
- بُرد معبر: ۲٬۱۹۴ مایل دریایی (۲٬۵۲۵ مایل، ۴٬۰۶۳ کیلومتر)
- حد شتاب جی: +۸–۳
- نرخ صعود: ۵٬۷۵۰ فوت بر دقیقه (۲۹٫۲ متر بر ثانیه)
- بارگیری بال: ۶۲٫۴ پوند بر فوت مربع (۳۰۵ کیلوگرم بر متر مربع)
- نیرو/وزن: 0.526 (at gross weight)

تسلیحات

- اسلحه‌ها: ۲ قبضه توپ خودکار ۲۰ میلی‌متری (۰٫۷۹ اینچی) کلت ام کی۱۲، با ۱۰۰ گلوله در هر توپ.
- آویزگاه‌های حمل سلاح: ۴ عدد در زیر بالها و یک عدد در زیر بدنه هواپیما، با ظرفیت ۸٬۵۰۰ پوند (۳٬۹۰۰ کیلوگرم)، با قابلیت حمل ترکیبی از:
  - راکت‌ها: ۴ عدد پرتاب کننده راکت ال‌ای‌یو-۱۰ (شامل ۴ عدد راکت ۱۲۷ میلی‌متری زونی)
  - بمب‌ها: 

    - ۶ عدد بمب خوشه‌ای سی‌بی‌یو-۱۰۰
    - ۶ عدد راک‌آی مارک۷/ای‌پی‌ای‌ام-۵۹ سی‌بی‌یو
    - بمب‌های هدایت‌ناپذیر سری مارک ۸۰ (شامل بمب‌های مشقی ۳تا ۱۴ کیلوگرمی)
    - بمب هسته‌ای بی۴۳
    - بمب هسته‌ای بی۵۷
    - بمب هسته ای بی۶۱

  - سایر: تا ۳ عدد مخزن سوخت بیرونی ۱۵۰ / ۲۷۵ گالون آمریکایی (۵۷۰ / ۱٬۰۴۰ لیتر؛ ۱۲۵ / ۲۲۹ گالون بریتانیایی).
- موشک‌ها: 

  - موشک‌های هوا به هوا:

    - ۴ عدد ایم-۹ سایدوایندر

  - موشک‌های هوا به سطح:
    - ۲ عدد ای‌جی‌ام-۱۲ بولپاپ

طرح سه نمای جنگنده ای-۴ ئی/اف اسکای‌هاوک

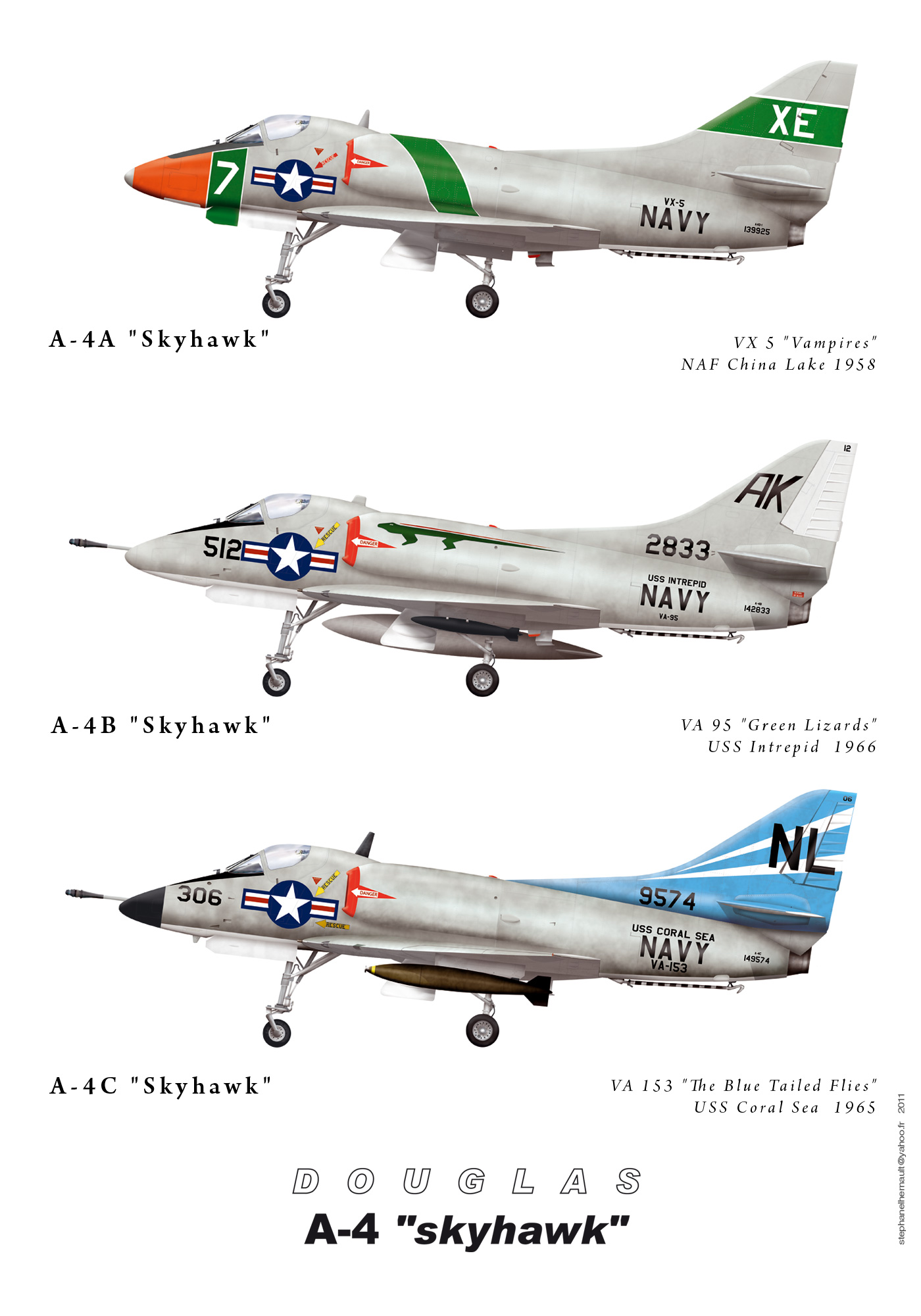
A-4 Skyhawk A/B/C color scheme

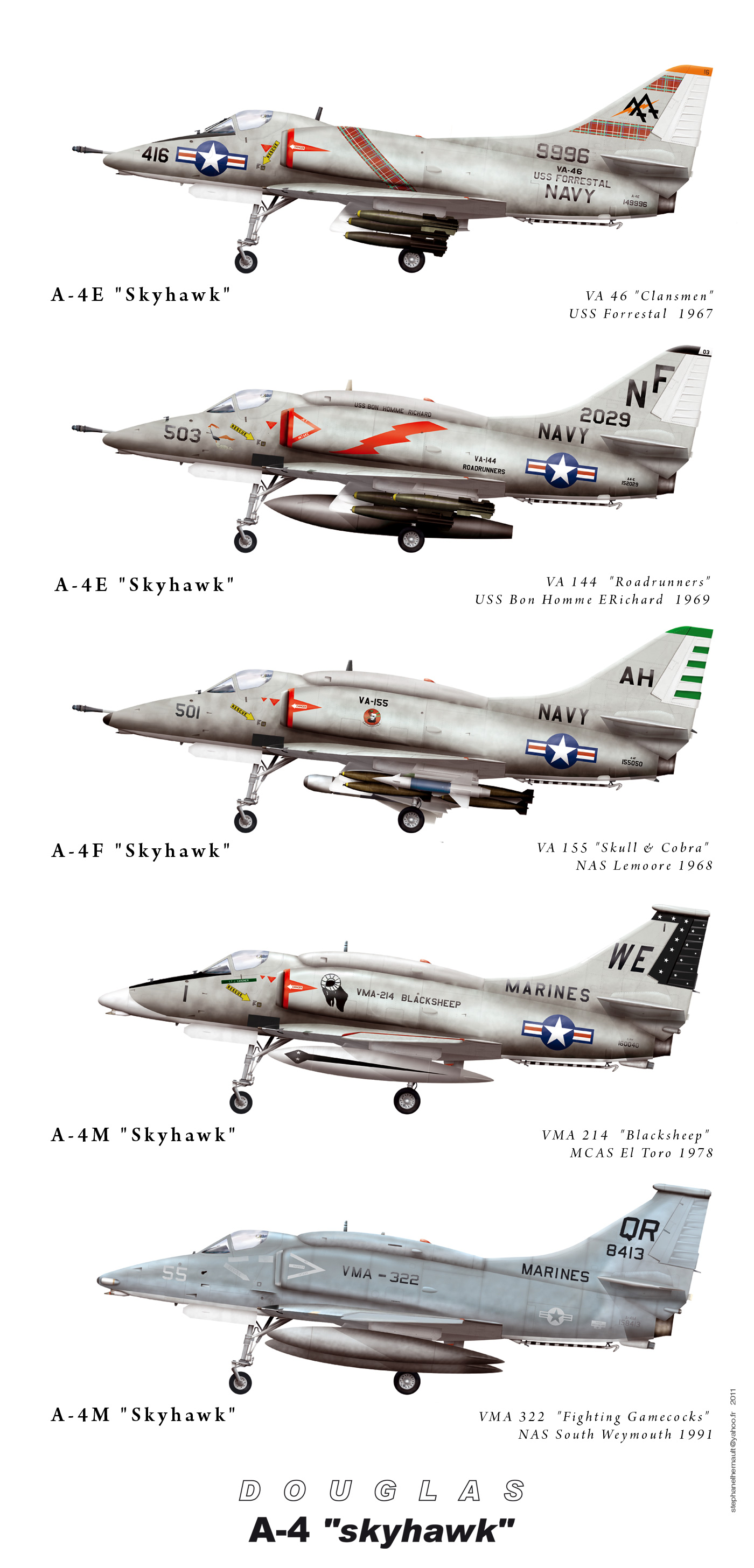
A-4 Skyhawk E/F/M color scheme

    - ۲ عدد موشک ضدرادار ای‌جی‌ام-۴۵ شرایک
    - ۲ عدد بمب سرشی با هدایت تلویزیونی ای‌جی‌ام-۶۲ وال‌آی
    - ۲ عدد ای‌جی‌ام-۶۵ ماوریک

اویونیکس

Typical avionics fitted to A-4s
- Bendix AN/APN-141 Low altitude radar altimeter (refitted to C and E, standard in the F)[۶۳]
- Stewart-Warner AN/APQ-145 Mapping & Ranging radar (mounted on A-4F, also found on A-4E/N/S/SU)[۶۴]